# Unterretzbach
Unterretzbach ist eine Ortschaft und eine Katastralgemeinde der Gemeinde Retzbach im Bezirk Hollabrunn in Niederösterreich. Die Ortschaft hat 648 Einwohner (Stand 1. Jänner 2024).

## Geografie
Das vom Landbach durchflossene Angerdorf befindet sich in den Weinbergen nordöstlich von Retz. Beim Ort führt die Landesstraße L1027 vorüber, von der Nebenstraßen in den Ort abzweigen. Auch die Nordwestbahn verfügt im Ort über eine Station.

## Geschichte
Laut Adressbuch von Österreich waren im Jahr 1938 in der Ortsgemeinde Unterretzbach ein Arzt, drei Bäcker, eine Baumschule, vier Bienenzüchter, zwei Binder, zwei Dachdecker, ein Essigerzeuger, ein Fellhändler, ein Fleischer, zwei Friseure, ein Gärtner, ein Gastwirt, sieben Gemischtwarenhändler, eine Hebamme, eine Konservenfabrik, eine landwirtschaftliche Genossenschaft, eine Mühle, vier Obst- und Gemüsehändler, ein Pferdehändler, ein Sattler, drei Schlosser, drei Schmiede, drei Schneider und vier Schneiderinnen, drei Schuster, drei Tischler, zwei Wagner, ein Weinhändler und zwei Weinsensale ansässig.
Die davor eigenständige Gemeinde wurde am 1. Jänner 1970 mit der Gemeinde Retzbach fusioniert.